# 고토 데쓰오
고토 데쓰오(일본어: 後藤 哲夫, 1950년 8월 10일~2018년 11월 6일)는 일본 남성 배우이자, 성우이다.